# Dysgnathia
Dysgnathia là một chi bướm đêm thuộc họ Noctuidae.